# .tn
.tn es el dominio de nivel superior geográfico (ccTLD) para Túnez.